# Ifjabb Aragóniai Johanna nápolyi királyné
Ifjabb Aragóniai Johanna (Nápoly, 1477/78/79. április 15. – Nápoly, 1518. augusztus 27.), olaszul: Giovanna d'Aragona, nápolyi királyi hercegnő, majd házassága révén nápolyi királyné. Anyja szintén az Aragóniai (Trastamara) királyi házból származott, hiszen apjával elsőfokú unokatestvérek voltak, és mivel anyja is Johanna volt, és hozzá hasonlóan ő is nápolyi királyné lett, megkülönböztetésül anyjától az Ifjabb jelzővel illetik. Aragóniai Beatrix magyar királyné féltestvére és II. Ferdinánd aragóniai király unokahúga.

## Élete
Édesapja I. Ferdinánd nápolyi király, édesanyja Trastámarai Johanna aragón királyi hercegnő, II. János aragón és navarrai király, valamint Juana Enríquez leánya és II. Ferdinánd aragóniai király édestestvére. Johannának egy édestestvére volt, Károly, ő azonban gyermekkorában meghalt.
Johanna a nagynénje volt II. Ferdinánd nápolyi királynak, akihez 1496. július 26-án feleségül ment. Az unokaöccse azonban sokkal idősebb volt nála, amelynek az volt az oka, hogy Johanna apja 2. házasságából származott, míg bátyja, férjének apja, II. Alfonz nápolyi király az apjuk 1. házasságából született, és a testvérek között nagy volt a korkülönbség. II. Alfonz már felnőtt volt, mikor a húga megszületett, és már II. Ferdinánd, a későbbi férj is a világon volt. A "nagynéni-unokaöcs" házasság azonban gyermektelen maradt, mert az ifjú király hamarosan megbetegedett, és alig több, mint két hónappal az esküvő után 1496. október 7-én váratlanul meghalt. II. Ferdinánd a halálos ágyán a nagybátyját és Johanna királyné mostohabátyját, Frigyes tarantói herceget nevezte meg örököséül. II. Ferdinánd anyósa, az idősebb Johanna királyné viszont a lányát szerette volna a trónon látni a mostohafia, Frigyes helyett. Az özvegy Johanna ekkor az anyjához hasonlóan a szomorú királyné megjelölést kapta gyásza okán.

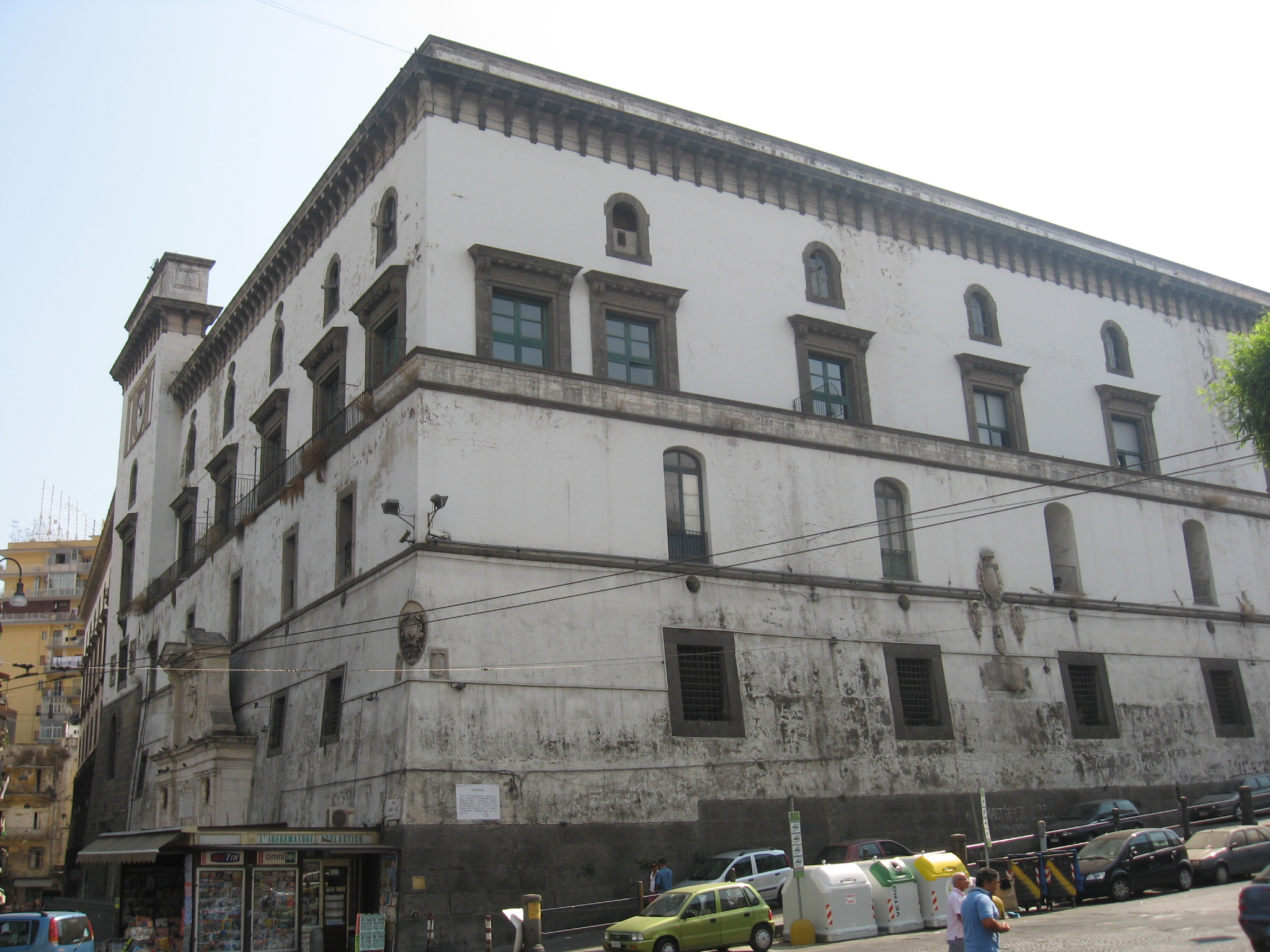
a Castel Capuano Nápolyban

Johanna 1501-ben találkozott először a hazájába visszatérő féltestvérével, Aragóniai Beatrix magyar királynéval. A franciák bevonulása után a két Johanna királyné, anya és lánya a másik Szicíliai Királyságba menekült, és Palermóban vészelték át országuk francia megszállását, amely királyság az Idősebb Johanna királyné bátyjának, II. Ferdinánd aragóniai királynak a birtokában volt. Miután a franciákkal szövetséges aragón király összekülönbözött XII. Lajossal, a vetélkedés eredményeként az egész Nápolyi Királyság az aragón király kezébe került 1504-ben, és ekkor az özvegy királynék: Idősebb Johanna, Beatrix és Ifjabb Johanna, valamint az özvegy milánó hercegné, II. Alfonz nápolyi király lánya, Aragóniai Izabella nápolyi királyi hercegnő a lányával, Sforza Bona későbbi lengyel királynéval is Nápolyban telepedtek le. A Castel Capuanóban rendezkedtek be, és Katolikus Ferdinánd bőkezűen gondoskodott az udvartartásukról nővére, az Idősebb Johanna kedvéért. 1506 őszén II. Ferdinánd aragóniai király az újdonsült feleségével Foix Germánával az újonnan szerzett királyságába látogatott, és ekkor látta viszont rég nem látott húgát, valamint megismerhette unokahúgait, Ifjabb Johanna királynét és Beatrixot. 1508-ban Idősebb Johanna megbetegedett, akit Beatrix is ápolt, amelynek következtében ő is ágynak esett, azonban ő már nem épült fel a betegségből. A betegágyánál mindkét Johanna királyné viszonozta Beatrix korábbi gondoskodását, de rajta nem tudtak segíteni. Végrendeletében anyára és lányára 50–50 ezer aranyat hagyott abból a remélt összegből, amelyet válása után követelt II. Ulászló magyar királytól az özvegytartása címen, de sohasem kapott meg, és örökösei sem jutottak soha hozzá.
Johanna, az Európa-szerte híresen szép özvegyasszony többé nem ment férjhez, és több jelentős uralkodó házassági ajánlatát is visszautasítva, mint például VII. Henrik angol királyét, 1518. augusztus 27-én, egy évvel anyja után halt meg Nápolyban.
Johannát a férje mellé, a nápolyi San Domenico Maggiore templomban helyezték örök nyugalomra.